# Междугородная железная дорога Чанчунь — Гирин

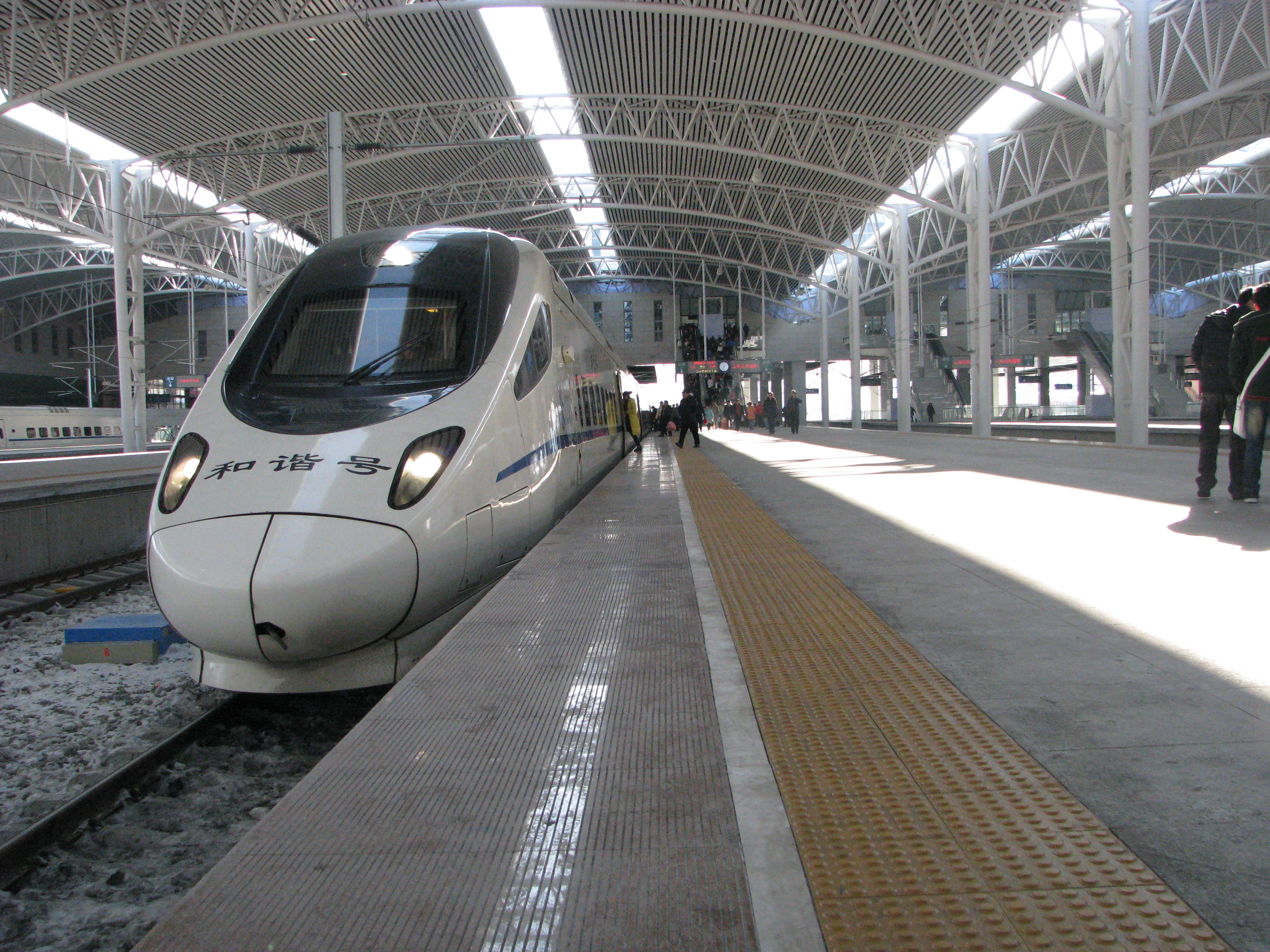
Поезд CRH5 на платформе в Гирине

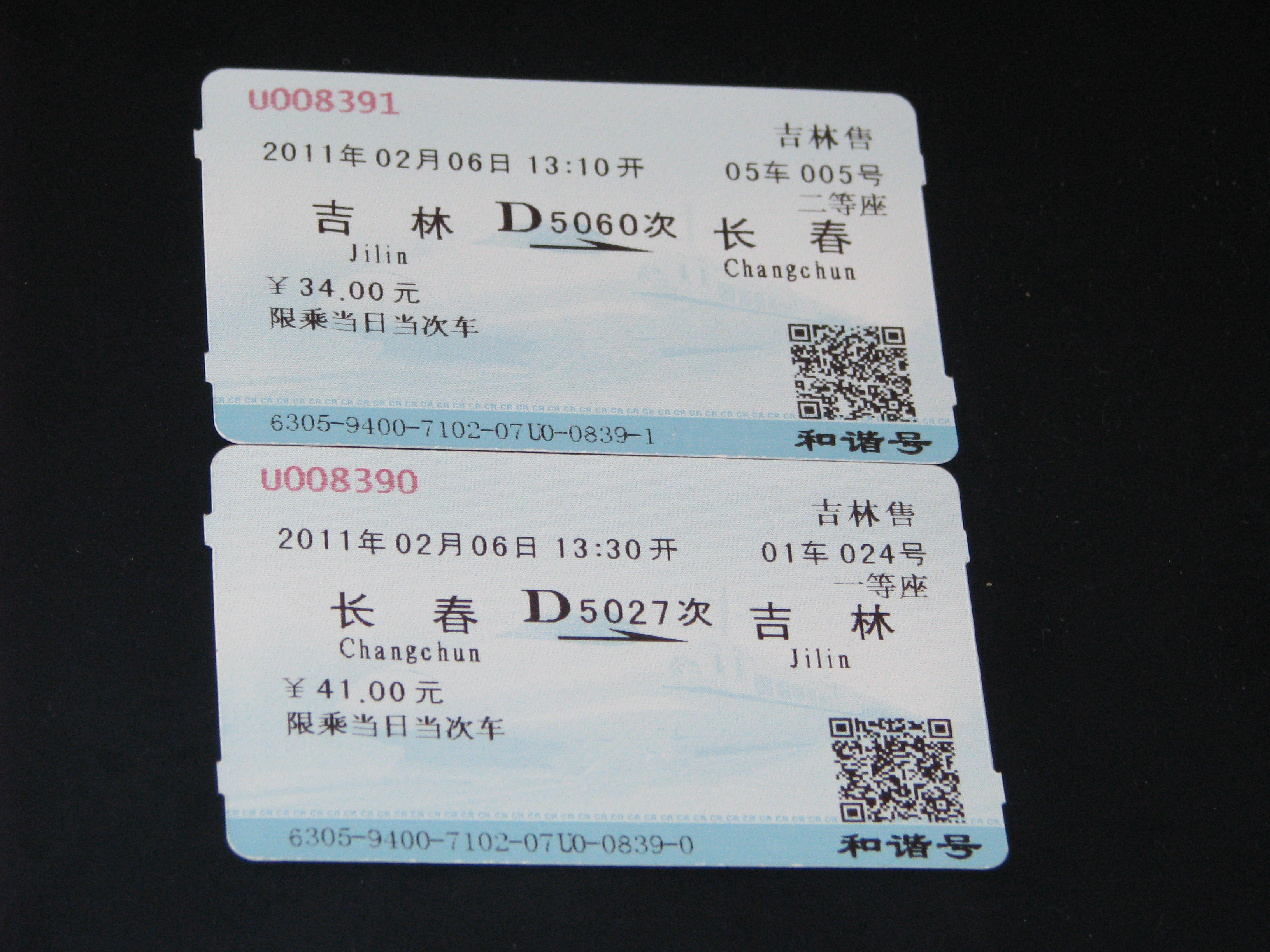
Билет Чанчунь — Гирин от 30 декабря 2010 года

Междугородная железная дорога Чанчунь — Гирин (кит. 长吉城际铁路) — высокоскоростная железная дорога в провинции Гирин, соединяющая столицу провинции город Чанчунь  и крупный город Гирин. Линия, длиной в 131 км была построена для высокоскоростных электропоездов, развивающих максимальную скорость до 250 км/ч.
Начало строительства дороги — 13 мая 2007 года. Пуск в эксплуатацию — 11 января 2011 года Это первая высокоскоростная железная дорога провинции Гирин. Стоимость проекта — 9.1 миллиардов юаней.
Дорога обслуживает также аэропорт, действующий для обеих городов Чанчунь  и Гирин. Проезд по дороге занимал 29 минут, втрое быстрее чем ранее. После снижения скоростей движения до 200 км/час проезд стал занимать около 45 минут.

## Маршрут и станции
Дорога ответвляется от трассы Далянь — Харбин.
1. Чанчунь (кит. 长春站)
2. Кунган (кит. 空港站)
3. аэропорт Лунцзя (кит. 龙嘉站)
4. Цзютай — Южный (кит. 九台南站)
5. Синьхуапичан (кит. 新桦皮厂站)
6. Шуанцзи (кит. 双吉站)
7. Гирин (кит. 吉林站)